# Liste der Bodendenkmäler in Bockhorn (Oberbayern)
Auf dieser Seite sind die Bodendenkmäler in der oberbayerischen Gemeinde Bockhorn zusammengestellt. Diese Tabelle ist eine Teilliste der Liste der Bodendenkmäler in Bayern. Grundlage ist die Bayerische Denkmalliste, die auf Basis des Bayerischen Denkmalschutzgesetzes vom 1. Oktober 1973 erstmals erstellt wurde und seither durch das Bayerische Landesamt für Denkmalpflege geführt wird. Die folgenden Angaben ersetzen nicht die rechtsverbindliche Auskunft der Denkmalschutzbehörde.

## Bodendenkmäler der Gemeinde Bockhorn

### Bodendenkmäler in der Gemarkung Bockhorn
| Lage                | Objekt | Akten-Nr.     | Bild |
| ------------------- | --- | ------------- | ---- |
| Bockhorn (Standort) | Siedlung vorgeschichtlicher Zeitstellung, unter anderem des Neolithikums, der Bronzezeit und der späten Latènezeit.                                        | D-1-7637-0011 |      |
| Bockhorn (Standort) | Siedlung vor- und frühgeschichtlicher Zeitstellung. | D-1-7637-0235 |      |
| Bockhorn (Standort) | Siedlung vor- und frühgeschichtlicher Zeitstellung. | D-1-7637-0240 |      |
| Bockhorn (Standort) | Siedlung vor- und frühgeschichtlicher Zeitstellung. | D-1-7637-0244 |      |
| Bockhorn (Standort) | Verebneter Grabhügel und Siedlung vor- und frühgeschichtlicher Zeitstellung.                                                                               | D-1-7637-0246 |      |
| Bockhorn (Standort) | Siedlung vor- und frühgeschichtlicher Zeitstellung. | D-1-7637-0432 |      |
| Bockhorn (Standort) | Grabhügel vorgeschichtlicher Zeitstellung. | D-1-7637-0433 |      |
| Bockhorn (Standort) | Untertägige mittelalterliche und frühneuzeitliche Befunde im Bereich der Katholischen Pfarrkirche Mariae Heimsuchung in Bockhorn und ihres Vorgängerbaus.  | D-1-7637-0435 |      |
| Bockhorn (Standort) | Untertägige mittelalterliche und frühneuzeitliche Befunde im Bereich der Katholischen Filialkirche St. Margareth in Hecken und ihres Vorgängerbaus.        | D-1-7637-0441 |      |
| Bockhorn (Standort) | Siedlung vorgeschichtlicher Zeitstellung, unter anderem der späten Latènezeit.                                                                             | D-1-7637-0484 |      |
| Bockhorn (Standort) | Siedlung des Jungneolithikums (Münchshöfener Kultur). | D-1-7637-0485 |      |
| Bockhorn (Standort) | Siedlung vorgeschichtlicher Zeitstellung, unter anderem der Bronzezeit.                                                                                    | D-1-7637-0503 |      |
| Bockhorn (Standort) | Siedlung vorgeschichtlicher Zeitstellung. | D-1-7637-0525 |      |
| Bockhorn (Standort) | Siedlung vorgeschichtlicher Zeitstellung, unter anderem der Bronzezeit.                                                                                    | D-1-7637-0543 |      |
| Bockhorn (Standort) | Siedlung vorgeschichtlicher Zeitstellung, unter anderem des Neolithikums und der Latènezeit.                                                               | D-1-7637-0545 |      |
| Bockhorn (Standort) | Körpergräber des frühen Mittelalters. | D-1-7638-0001 |      |
| Bockhorn (Standort) | Grabhügel vorgeschichtlicher Zeitstellung. | D-1-7638-0002 |      |
| Bockhorn (Standort) | Grabhügel mit Bestattungen der Bronzezeit. | D-1-7638-0003 |      |
| Bockhorn (Standort) | Untertägige mittelalterliche und frühneuzeitliche Befunde im Bereich der Katholischen Filialkirche St. Johannes d.T. in Haselbach und ihres Vorgängerbaus. | D-1-7638-0055 |      |
| Bockhorn (Standort) | Burgstall mit Turmhügel des hohen Mittelalters. | D-1-7638-0056 |      |
| Bockhorn (Standort) | Grabhügel vorgeschichtlicher Zeitstellung. | D-1-7638-0201 |      |
| Bockhorn (Standort) | Doppelgrabenwerk vorgeschichtlicher Zeitstellung. | D-1-7638-0210 |      |

### Bodendenkmäler in der Gemarkung Eschlbach
| Lage                 | Objekt | Akten-Nr.     | Bild |
| -------------------- | --- | ------------- | ---- |
| Eschlbach (Standort) | Grabhügel vorgeschichtlicher Zeitstellung. | D-1-7638-0004 |      |
| Eschlbach (Standort) | Grabhügel vorgeschichtlicher Zeitstellung. | D-1-7638-0005 |      |
| Eschlbach (Standort) | Grabhügel vorgeschichtlicher Zeitstellung. | D-1-7638-0006 |      |
| Eschlbach (Standort) | Grabhügel vorgeschichtlicher Zeitstellung. | D-1-7638-0007 |      |
| Eschlbach (Standort) | Burgstall des hohen Mittelalters (Grass). | D-1-7638-0029 |      |
| Eschlbach (Standort) | Verebnete Grabhügel vorgeschichtlicher Zeitstellung. | D-1-7638-0030 |      |
| Eschlbach (Standort) | Untertägige mittelalterliche und frühneuzeitliche Befunde im Bereich der Katholischen Filialkirche St. Peter und Paul in Tankham.                            | D-1-7638-0061 |      |
| Eschlbach (Standort) | Untertägige mittelalterliche und frühneuzeitliche Befunde im Bereich der Katholischen Pfarrkirche Mariae Geburt in Eschlbach.                                | D-1-7638-0064 |      |
| Eschlbach (Standort) | Untertägige mittelalterliche und frühneuzeitliche Befunde im Bereich der Katholischen Filialkirche St. Johannes d.T. in Oppolding und ihrer Vorgängerbauten. | D-1-7638-0066 |      |
| Eschlbach (Standort) | Wüstung des Mittelalters und der frühen Neuzeit (Grass). | D-1-7638-0067 |      |

### Bodendenkmäler in der Gemarkung Grünbach
| Lage                | Objekt | Akten-Nr.     | Bild |
| ------------------- | --- | ------------- | ---- |
| Grünbach (Standort) | Burgstall des hohen und späten Mittelalters (Burg Grünbach) und abgegangene Kapelle der frühen Neuzeit mit Kalvarienberg und Eremitei.                | D-1-7638-0028 |      |
| Grünbach (Standort) | Untertägige frühneuzeitliche Befunde im Bereich des ehemaligen Hofmarksschlosses Grünbach und seines Vorgängerbaus.                                   | D-1-7638-0052 |      |
| Grünbach (Standort) | Untertägige mittelalterliche und frühneuzeitliche Befunde im Bereich der Katholischen Filialkirche St. Andreas in Grünbach und ihrer Vorgängerbauten. | D-1-7638-0053 |      |

### Bodendenkmäler in der Gemarkung Matzbach
| Lage                | Objekt                                                        | Akten-Nr.     | Bild |
| ------------------- | ------------------------------------------------------------- | ------------- | ---- |
| Matzbach (Standort) | Richtstätte des späten Mittelalters und der frühen Neuzeit.   | D-1-7738-0001 |      |
| Matzbach (Standort) | Wall-Graben-Anlage vor- und frühgeschichtlicher Zeitstellung. | D-1-7738-0016 |      |

### Bodendenkmäler in der Gemarkung Salmannskirchen
| Lage                       | Objekt | Akten-Nr.     | Bild                              |
| -------------------------- | --- | ------------- | --------------------------------- |
| Salmannskirchen (Standort) | Siedlung vor- und frühgeschichtlicher Zeitstellung. | D-1-7637-0012 |                                   |
| Salmannskirchen (Standort) | Siedlung vor- und frühgeschichtlicher Zeitstellung. | D-1-7637-0013 |                                   |
| Salmannskirchen (Standort) | Siedlung vor- und frühgeschichtlicher Zeitstellung. | D-1-7637-0236 |                                   |
| Salmannskirchen (Standort) | Verebnete Grabhügel und Siedlung vor- und frühgeschichtlicher Zeitstellung.                                                                                   | D-1-7637-0241 |                                   |
| Salmannskirchen (Standort) | Siedlung vorgeschichtlicher Zeitstellung. | D-1-7637-0247 |                                   |
| Salmannskirchen (Standort) | Siedlung vor- und frühgeschichtlicher Zeitstellung. | D-1-7637-0431 |                                   |
| Salmannskirchen (Standort) | Untertägige mittelalterliche und frühneuzeitliche Befunde im Bereich der Katholischen Filialkirche St. Oswald in Salmannskirchen und ihres Vorgängerbaus.     | D-1-7637-0444 |                                   |
| Salmannskirchen (Standort) | Siedlung vorgeschichtlicher Zeitstellung. | D-1-7637-0521 |                                   |
| Salmannskirchen (Standort) | Siedlung vorgeschichtlicher Zeitstellung. | D-1-7637-0522 |                                   |
| Salmannskirchen (Standort) | Siedlung vorgeschichtlicher Zeitstellung, unter anderem der Bronzezeit, der Urnenfelderzeit und der jüngeren Latènezeit.                                      | D-1-7637-0544 |                                   |
| Salmannskirchen (Standort) | Verebnete Viereckschanze der späten Latènezeit sowie Siedlung des Endneolithikums, der Bronzezeit und der Mittel-, Spät- und Endlatènezeit.                   | D-1-7737-0002 | Verebnete Grabhügel D-1-7737-0002 |
| Salmannskirchen (Standort) | Siedlung vor- und frühgeschichtlicher Zeitstellung, unter anderem des Jungneolithikums (Altheimer Kultur).                                                    | D-1-7737-0003 |                                   |
| Salmannskirchen (Standort) | Grabhügel vorgeschichtlicher Zeitstellung. | D-1-7737-0156 | Bodendenkmal D-1-7737-0156        |
| Salmannskirchen (Standort) | Verebnetes Grabenwerk vor- und frühgeschichtlicher Zeitstellung.                                                                                              | D-1-7737-0309 |                                   |
| Salmannskirchen (Standort) | Untertägige mittelalterliche und frühneuzeitliche Befunde im Bereich der Katholischen Filialkirche Hl. Kreuzauffindung in Papferding und ihres Vorgängerbaus. | D-1-7737-0313 |                                   |
| Salmannskirchen (Standort) | Untertägige mittelalterliche und frühneuzeitliche Befunde im Bereich der Katholischen Filialkirche St. Jakobus in Neukirchen und ihresVorgängerbaus.          | D-1-7737-0316 |                                   |
| Salmannskirchen (Standort) | Siedlung des Jungneolithikums (Altheimer Kultur) und der Hallstattzeit.                                                                                       | D-1-7737-0339 |                                   |
| Salmannskirchen (Standort) | Siedlung des Neolithikums, der Bronzezeit und der späten Latènezeit.                                                                                          | D-1-7737-0342 |                                   |
| Salmannskirchen (Standort) | Siedlung der mittleren Bronzezeit. | D-1-7737-0343 |                                   |
| Salmannskirchen (Standort) | Siedlung des Neolithikums. | D-1-7737-0362 |                                   |
| Salmannskirchen (Standort) | Siedlung des Neolithikums. | D-1-7737-0363 |                                   |
| Salmannskirchen (Standort) | Körpergräber des frühen Mittelalters. | D-1-7738-0002 |                                   |
| Salmannskirchen (Standort) | Untertägige mittelalterliche und frühneuzeitliche Befunde im Bereich der Katholischen Filialkirche St. Martin in Kirchasch und ihrer Vorgängerbauten.         | D-1-7738-0050 |                                   |
| Salmannskirchen (Standort) | Grabhügel vorgeschichtlicher Zeitstellung. | D-1-7738-0210 |                                   |